# Elias Monkbel
Elias Monkbel (Monção) é um cantor e tecladista brasileiro. Apelidado de "O Imperador da Seresta", ganhou notoriedade após suas canções viralizarem na internet.

## Carreira
Elias começou a sua carreira musical em 2001, mas foi só 12 anos depois que conseguiu comprar um teclado e montar uma banda para apresentações.
Em abril de 2021, a canção "Linda Bela" apareceu no terceiro lugar na parada Top Viral Global do Spotify. Outra música que fez sucesso foi "O Carpinteiro". A canção é uma versão da música gravada por Ronnie Von que, por sua vez, vem de "If I were a carpenter", de Tim Hardin, lançada em 1967.
Assim como "Linda Bela", a música "O carpinteiro" ganhou sucesso na internet após o influenciador digital Orlandinho do Piseiro fazer danças ao som das música de Elias. Os passos foram imitados nas redes sociais, ganhando o apoio de outros artistas.